# Heimatlosenplatz

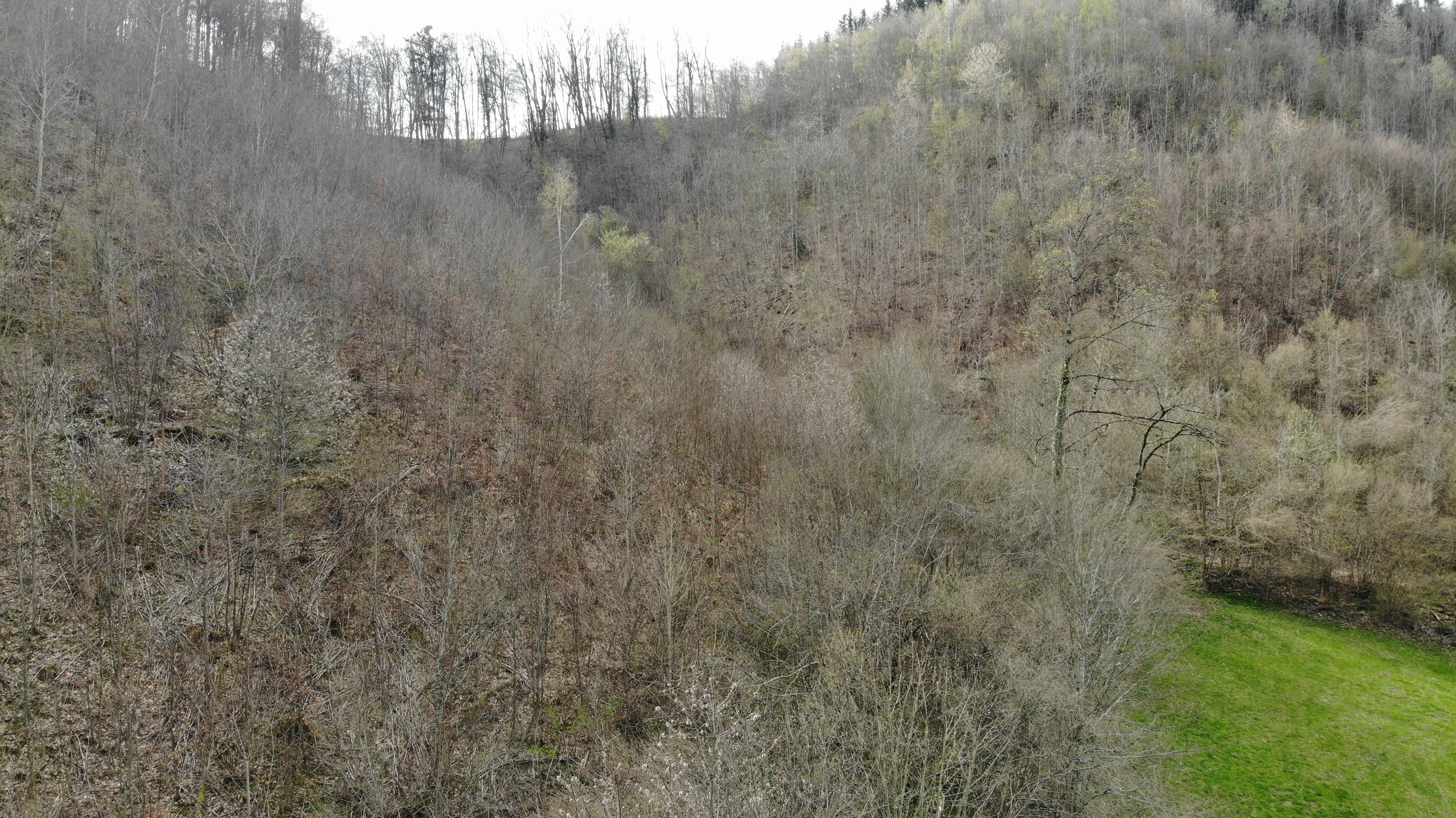
Wald beim Heimatlosenplatz (2012)

Heimatlosenplatz war ein Gebiet von 63 Aren auf der Nordseite des Solothurner Kettenjuras in der Schweiz, das bis 1931 zu keinem der drei Anrainer-Gemeinden oder -Kantone gehörte. Der Streifen Land befand sich in steilem Gelände auf der Westseite des Tals des Bruggbachs zwischen den drei Gemeinden Kienberg (Kanton Solothurn) im Süden, Wittnau (Aargau) im Norden und Anwil (Basel-Landschaft) im Westen. Das Dreieck hatte auf den Karten von 1877 und 1900 eine Länge (West–Ost) von 250 Metern und eine Breite von bis zu 40 Metern.
Andere Namen lauteten «In der Freyheit» und «Vagantenplatz». Alle Bezeichnungen verweisen auf die vielen Menschen ohne Heimat, die dort immer wieder eine vorübergehende Zuflucht fanden. Über das Gebiet sind verschiedene Berichte und Sagen überliefert oder verfasst worden.
1822 versuchten die drei Gemeinden, den Heimatlosenplatz aufzuteilen, konnten sich aber nicht einigen. Ein Vertrag zwischen den drei Kantonen vom 27. März 1931 teilte das Gebiet und legte die Grenze zwischen den Kantonen fest. Der Vertrag wurde im August 1931 vom Bundesrat genehmigt. Durch die Teilung entstand ein Dreikantonseck am Heimatlosenspitz . Dort wurde 1931 der dreikantige Grenzstein Nr. 257 gesetzt.